# پیدهورودنه
شهر پیدهورودنه (به روسی: Підгородне) در استان دنیپروپتروفسک در کشور اوکراین واقع شده‌است. جمعیت این شهر ۱۷٬۷۶۳ نفر است.